# Устюрт
Устюрт (на казахски: Үстірт; на узбекски: Ustyurt; на туркменски: Üstyurt – възвишение) е обширно плато в западната част на Средна Азия – основно в Казахстан (Мангистауска област), частично в Узбекистан (Република Каракалпакстан) и в Туркменистан.

## Геоложки строеж
Платото е изградено предимно от неогенски скални формации (варовици, мергели, глини, пясъчници). Неогенските наслаги образуват две синеклизи (на север и на юг) с полегати склонове, които са усложнени от сводови издигания и пропадания, добре изразени в релефа и отразяващи стъпаловидния строеж на епипалеозойския фундамент. Разработват се находища на нефт и природен газ.

## Географска характеристика

### Географско положение, релеф
Платото Устюрт се простира на повече от 480 km от север на юг и около 400 km от запад на изток между полуостров Мангишлак на запад, заливите Мъртъв Култук и Кара Богаз Гол на Каспийско море съответно на северозапад и югозапад, Аралско море на североизток, делтата на Амударя на изток и Саръкамъшката котловина на югоизток. В тези си граници заема площ около 200 хил.km².
Цялото плато по краищата си е обградено от стръмни, на места отвести отстъпи (т.н. чинкове) с височина до 150 m, на някои места и повече – Западен Чинк, Източен Чинк, Северен Чинк и Донъзтау (на север) и Каплънкър (на юг). Като цяло платото представлява обширна заравнена повърхност със средна надморска височина 160 – 200 m, максимална 369 m (41°24′57″ с. ш. 54°52′18″ и. д. / 41.415833° с. ш. 54.871667° и. д.), разположена в крайната му югозападна част, на туркменска територия. В него има редица повишения във вид на ниски валове с полегати склонове – Музбел (340 m), Карабаур (290 m) и др. и обширни затворени понижения, заети от солонци и солончаци (Барсакелмес, Агин, Каратулей, Ассаке-Аудан и др.) и пясъчни пустини (Сам, Матайкум и др.). С изветрянето на варовиците и гипса са свързани широко придставените карстови форми.

### Климат, почви, растителност
Климатът е рязко континентален, сух. Валежите са екстремно ниски – около 100 mm годишно. Почвите са сивокафяви, малокарбонатни (на север) и типично карбонатни (на юг). Особено на север широко разпространение имат солончаците и сивокафявите солончакови почви. Растителността е крайно оскъдна и се състои основно от пелин и солянка. Като цяло платото е заето от пустинни ландшафти – глинесто-пелинови и пелиново-солянкови пустини в по-голямата част, на югоизток – глинесто-чакълести пустини, а на север – солончакови и пясъчни пустини. Платото се обитава от много видове животни, някои от които са характерни само за този район. Сред местните животни са: сайга (Saiga tatarica), каракал (Caracal caracal) и различни видове овце (Ovis canadensis). В казахстанската част на Устюрт е разположен Устюртския национален природен резерват.

## История
През 1830 година Александър фон Хумболт провежда първите геоложки изследвания в района. През него са минавали старите кервански пътища. В подножието и на самото плато има много археологически и исторически паметници. През североизточната му част преминава учактък от жп линията Москва – Самарканд.